# Mafèring Camara
Pour les articles homonymes, voir Camara.
Mafèring Camara née le 23 septembre 1979 à Conakry, est une journaliste, présentatrice de télévision, communicante et entrepreneure guinéenne.

## Biographie
Mafèring Camara née le 23 septembre 1979 à Conakry, est diplômée en Lettres modernes de l’Université Gamal Abdel Nasser de Conakry. Elle a également effectué une immersion linguistique à Bournemouth, en Angleterre.

## Parcours professionnel
Elle commence sa carrière à la Radio Familia FM en tant qu’animatrice et journaliste, avant de rejoindre Guineenews comme correspondante. De 2011 à 2021, elle travaille à la RTG (Radio Télévision Guinéenne) où elle présente le journal télévisé de 20h30. Cumulativement de 2012 à 2021, Mafèring Camara est chargée de communication pour plusieurs ministères guinéens (Communication, Coopération internationale, Télécommunications, Enseignement pré-universitaire)[réf. nécessaire] et participe à la coordination de la revue de presse présidentielle à la direction de la communication et de l'information de la Présidence de 2012 à 2014.
De 2022 à 2024, elle est responsable communication du Projet SWEDD-Guinée (Projet régional pour l’autonomisation des femmes et le dividende démographique au Sahel), financé par la Banque mondiale et le UNFPA. Elle y conçoit et pilote des campagnes de sensibilisation, coordonne les actions de 12 ONG et soutient la stratégie nationale de communication comportementale.

## Distinctions
- 2014 : Meilleure présentatrice du journal télévisé de la RTG (Prix Nimba)[4]
- 2021 : Prix du meilleur présentateur TV de la Guinée, décerné à Brazzaville aux Trophées des Médias Africains[5]
- 2022 : Prix du leadership féminin dans les médias et la communication – Nuit de l’Excellence de la Femme Guinéenne